# Park Hills, Kentucky
Park Hills är en ort i Kenton County i delstaten Kentucky, USA.